# أندي بلوم (رياضي)
أندي بلوم (بالإنجليزية: Andy Bloom) مواليد 11 أغسطس 1973 في كونيتيكت، هو لاعب دفع ثقل أمريكي. فاز بالميدالية الذهبية في الألعاب الجامعية الصيفية.

## الميداليات
| الميدالية | المسابقة                      |
| --------- | ----------------------------- |
| ذهبية     | الألعاب الجامعية الصيفية 1999 |
| فضية      | الألعاب الجامعية الصيفية 1997 |

## روابط خارجية
- أندي بلوم على موقع الاتحاد الدولي لألعاب القوى (الإنجليزية)
- أندي بلوم على موقع أوليمبيديا (الإنجليزية)